# عملیات سپر اقیانوس

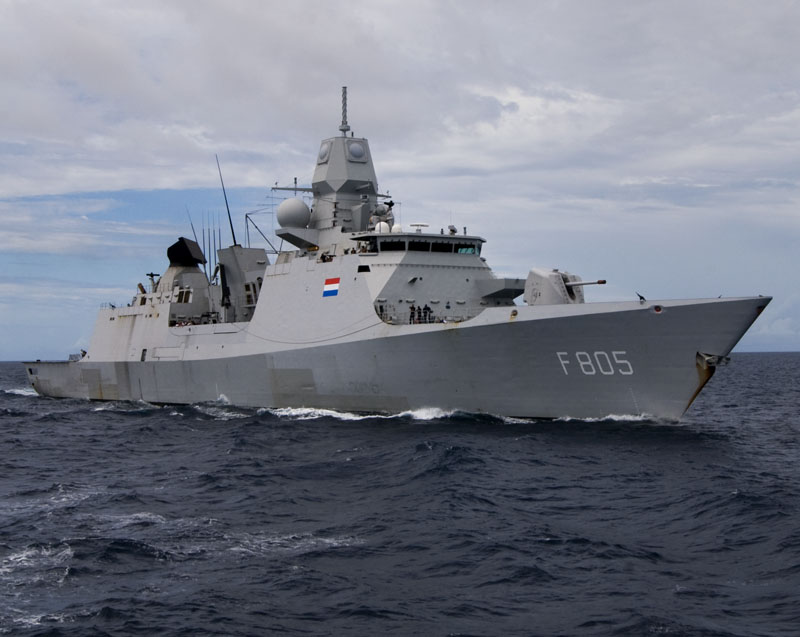
نمایی از کشتی جنگی اچ‌ان‌ال‌ام‌اس اورتسن (اف۸۰۵) که در عملیات سپر اقیانوس، مورد استفاده قرارگرفت.

عملیات سپر اقیانوس همکاری ناتو در عملیات آزادی پایدار - شاخ آفریقا (OEF-HOA) بود، یک اقدام ضد دزدی دریایی در اقیانوس هند، کانال گاردافوی، خلیج عدن و دریای عرب. عملیات نیروی دریایی در ۱۷ اوت ۲۰۰۹ پس از تصویب در شورای آتلانتیک شمالی آغاز شد، این برنامه در ۱۵ دسامبر ۲۰۱۶ توسط ناتو خاتمه یافت. عملیات اقیانوس سپر بر حفاظت از کشتی‌های عملیات متفقین متمرکز بود که به عنوان بخشی از مأموریت برنامه جهانی غذا در منطقه، تجهیزات امدادی را حمل می‌کرد. این طرح همچنین به تقویت نیروی دریایی و گارد ساحلی کشورهای منطقه کمک کرد تا در مقابله با حملات دزدان دریایی آماده باشند. علاوه بر این، چین و کره جنوبی کشتی‌های جنگی را برای شرکت در این فعالیت‌ها فرستادند.